# SoftBank 840SH
SoftBank 840SH(そふとばんく840SH)は、シャープが開発し、ソフトバンクモバイルが販売するW-CDMA通信方式の携帯電話端末である。ペットネームはJelly Beans（ジェリービーンズ）。

## 特徴
- 840SHは、SoftBank 832SHの廉価モデルである。ワンセグ機能やGPS、モーションコントロールセンサー、タッチパネル、防水機能、国際ローミングには対応しておらず、実質0円での販売がスタートした。
- 2009年冬から発売されるほとんどの端末には、最低1色、Premium Colorとして販売しているが、840SHと840Pは、全色がPremium Colorとされており、830SH以来、カラーバリエーションにこだわったシャープ製端末である。
- テレビCMはパンティーを穿いたゼリービーンズのキャラクターが携帯電話に挟まれるか他のゼリービーンズにパンティー引っ張られるかでパンティーを脱がされるもので、ナレーションは無く全編に「可愛いベイビー」やつのだ☆ひろのヒット曲「メリー・ジェーン」の替え歌が流れるだけのものであった。